# Чукша (Лебяжский район)
 Чукша  — опустевшая деревня в Лебяжском районе Кировской области.

## География
Расположена на расстоянии примерно 34 км на юго-запад от райцентра поселка  Лебяжье.

## История
Была известна с 1715 года, основана крестьянами из деревни Помыткино, что находилась в Кичминском уезде (ныне Советский район). В 1873 году в деревне (тогда Чукша Большая) дворов 24 и жителей 212, в 1905 21 и 140, в 1926 27 и 165, в 1950 44 и 145, в 1989 оставалось 6 человек. Последнее название (Чукша) утвердилось с 1950 года. В период 2006-2020 годов входила в состав Лажского сельского поселения до упразднения последнего.

## Население
Постоянное население составляло 1 человек (русские 100%) в 2002 году, 0 в 2010.